# الامکد، تیراوانانتاپارام
الامکد، تیراوانانتاپارام (به انگلیسی: Alamcode, Thiruvananthapuram) یک منطقهٔ مسکونی در هند است که در کرالا واقع شده‌است.

## خصوصیات
الامکد ۱۲٬۹۵۴ نفر جمعیت دارد.